# Fiatau Teo
Sir Fiatau Penitala Teo, né le 23 juillet 1911 sur l'atoll de Funafuti et mort le 25 novembre 1998 à Funafuti, est le premier gouverneur général des Tuvalu du 1er octobre 1978 au 1er mars 1986.

## Biographie
Teo est le premier gouverneur général des Tuvalu, représentant la reine Élisabeth II en sa qualité de reine des Tuvalu. Il exerce cette fonction du 1er octobre 1978 au 1er mars 1986. En tant que gouverneur général, il supervise le premier changement intervenu dans le gouvernement post-indépendance des Tuvalu en 1981.
Lorsqu'il quitte ses fonctions de gouverneur général en 1986, c'est Sir Tupua Leupena qui lui succède. Il meurt douze ans plus tard.
L'un de ses fils, Samuelu Teo, exerce diverses responsabilités ministérielles de 1999 à 2002 avant d'être président du Parlement de 2019 à 2024. Un autre fils, Feleti Teo, devient Premier ministre en 2024.